# Moustoir-Ac
Moustoir-Ac (bret. Moustoer-Logunec'h) – miejscowość i gmina we Francji, w regionie Bretania, w departamencie Morbihan.
Według danych na rok 1990 gminę zamieszkiwały 1423 osoby, a gęstość zaludnienia wynosiła 42 osoby/km² (wśród 1269 gmin Bretanii Moustoir-Ac plasuje się na 440. miejscu pod względem liczby ludności, natomiast pod względem powierzchni na miejscu 214.).